# Gymnostachyum variegatum
Gymnostachyum variegatum är en akantusväxtart som beskrevs av Hallier f.. Gymnostachyum variegatum ingår i släktet Gymnostachyum och familjen akantusväxter. Inga underarter finns listade i Catalogue of Life.